# Айраска
Айраска (італ. Airasca, п'єм. Airasca) — муніципалітет в Італії, у регіоні П'ємонт,  метрополійне місто Турин.
Айраска розташована на відстані близько 530 км на північний захід від Рима, 24 км на південний захід від Турина.
Населення — 3822 особи (2014).

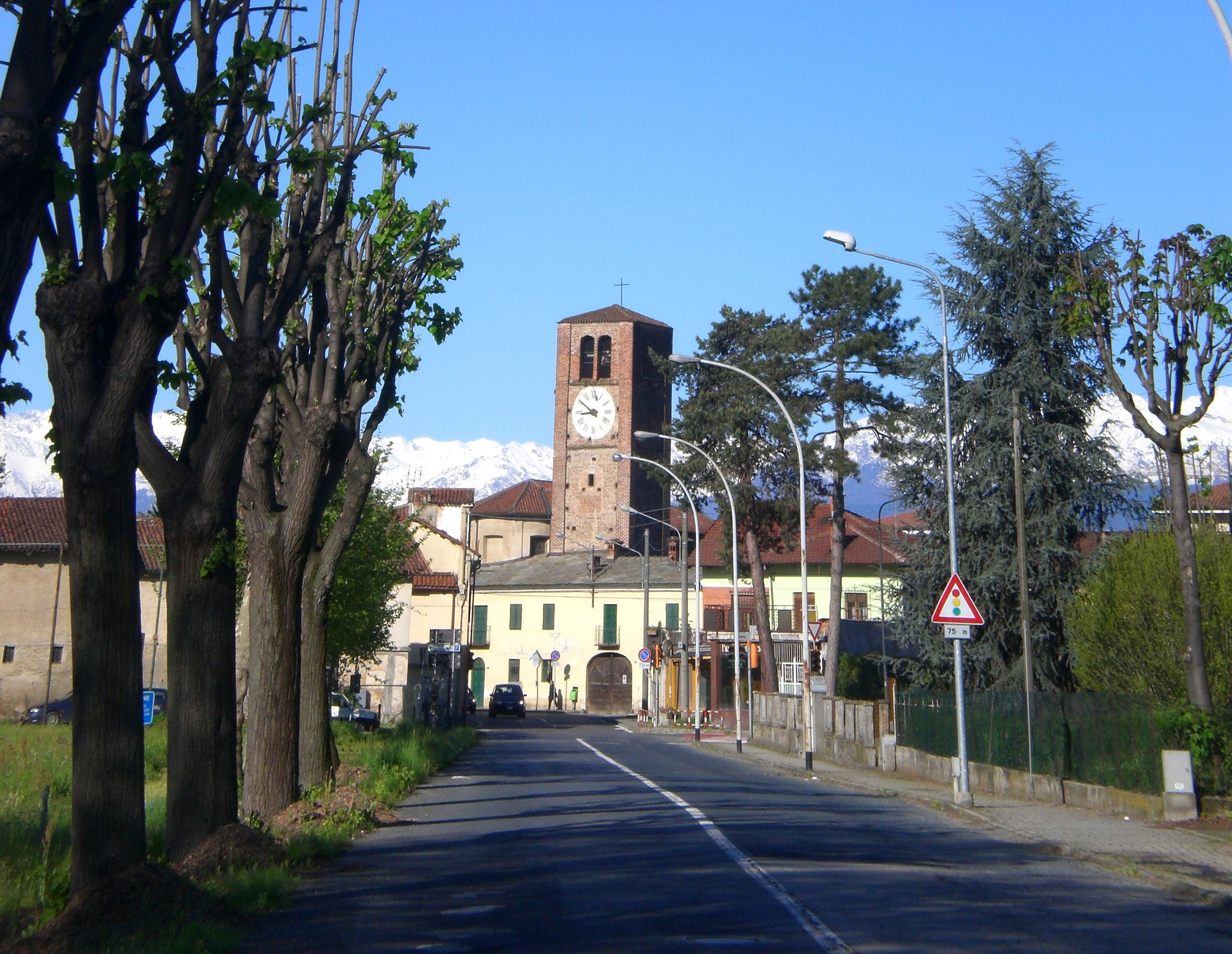

Щорічний фестиваль відбувається 24 серпня. Покровитель — святий Варфоломій.

## Демографія
Населення за роками:

Станом на 1 січня 2023 року в муніципалітеті офіційно проживали 323 іноземці з 27 країн, серед них 183 громадяни країн Євросоюзу та 6 громадян України.

## Сусідні муніципалітети
- Кум'яна
- Ноне
- Пішина
- Скаленге
- Вольвера